# Kacper Rocki
Kacper Rocki (ur. 16 czerwca 2005 w Sanoku) – polski hokeista, młodzieżowy reprezentant Polski..

## Kariera
- UKS Niedźwiadki MOSiR Sanok U16 (2018-2020)
- UKS Niedźwiadki MOSiR Sanok U18 (2019-2022)
- UKS Niedźwiadki MOSiR Sanok U20 (2020-2022)
- UKS Niedźwiadki MOSiR Sanok (2020-2023)
- Sudrets HC (2023-)
- STS Sanok (2024-)

Hokej na lodzie trenuje od pierwszej klasy szkolnej, tj. 2011 roku. Wychowanek klubu UKS Niedźwiadki MOSiR Sanok. Jego pierwszym trenerem był Krzysztof Salamak, a potem Krzysztof Ząbkiewicz. 19 sierpnia 2022 roku zagrał z Marma Ciarko STS Sanok w sparingu przeciw Podhalu Nowy Targ, w którym zaliczył asystę. 24 maja 2023 został ogłoszony zawodnikiem szwedzkiego klubu Sudrets HC. Od sezonu 2024/2025 zawodnik STS Sanok.
W lutym 2018 z drużyną Ziętara Eagles wziął udział w 59. edycji The Quebec International Pee-Wee Hockey Tournament
W barwach reprezentacji Polski do lat 18 uczestniczył w turnieju Mistrzostw Świata do lat 18 Dywizji I Grupy B w słoweńskim Bledzie, w trakcie których strzelił jednego gola.

## Sukcesy
- 1. miejsce w klasyfikacji U16 (2019/2020) - Mistrzostwa Polski nie odbyły się ze względu na pandemię
- Wicemistrz Polski U18(2019/2020)
- Mistrz Polski U16(2020/2021)
- Mistrz Polski U18(2020/2021)
- Mistrz Polski Młodzieżowej Hokej Ligi(2021/2022)
- Wicemistrz Polski U20(2022/2023)
- Mistrz Polski Młodzieżowej Hokej Ligi(2022/2023)